# Botxica
Botxica, també conegut com a Bochica, és una figura mitològica dels muisques, que va existir durant l'arribada dels conqueridors espanyols en els àmbits de les parts de l'actual Colòmbia i Panamà. Va ser l'heroi fundador de la seva civilització, que segons la llegenda va portar la moral i les lleis al poble i els va ensenyar l'agricultura i altres artesanies.
Similar al déu inca Viracocha, el déu asteca Quetzalcoatl i d'altres deïtats d'Amèrica Central i Amèrica del Sud, Bochica es descriu en les llegendes com un ésser amb barba. La barba va tenir la seva importància en la cultura continental insular de Mesoamèrica. Els "Anales de Cuauhtitlán" és una antiga font molt important que té un valor especial per haver estat escrits originalment en nàhuatl. Els Anales de Cuauhtitlán descriuen el vestit de Quetzalcóatl a Tula.

## Llegenda
Segons les llegendes chibcha, Botxica era un home amb barba que van venir des de l'est. Va ensenyar als bàrbars del poble chibcha principis ètics i normes morals i els va donar un model pel qual organitzar els seus estats, amb un líder espiritual i un laic. Botxica també va ensenyar l'agricultura a les persones, la metal·lúrgia i d'altres artesanies abans de marxar cap a l'oest per viure com un asceta. Quan els esperits més tard van abandonar els ensenyaments de Botxica i es va tornar a una vida d'excessos, una inundació va envoltar la Sabana de Bogotà, on vivien. En apel·lar a l'ajuda del seu heroi, Botxica va tornar en un arc de Sant Martí i amb un cop, va crear el Salt del Tequendama, a través del qual les aigües podrien escórrer riu avall.